# War Refugee Board
Das War Refugee Board (WRB) war eine unter Präsident Franklin D. Roosevelt im Januar 1944 eingerichtete interministerielle US-Regierungsdienststelle, die Opfern der NS-Diktatur, insbesondere jüdischen Flüchtlingen, weltweit helfen sollte. Finanz-, Innen- und Kriegsministerium waren gleichermaßen vertreten und beteiligt.

## Entstehung
Seit Anfang 1943 wurde angesichts des Ausbleibens von Rettungsaktionen für die von der Ermordung bedrohten Juden Kritik an der vertröstenden Politik des „Rescue through victory“ laut. Angeführt von der revisionistischen und lautstark operierenden Irgun-Gruppe um Peter Bergson (Hillel Kook) wurden breit angelegte und öffentlichkeitswirksame Kampagnen wie das Musikstück We Will Never Die und der Marsch der Rabbiner initiiert. Die Vertreter des traditionellen amerikanischen Zionismus um Stephen Wise unterstützen dagegen die Regierung und wollten größtenteils nicht zugeben, dass die amerikanischen Bemühungen um die Rettung der Juden nicht ausreichend seien. Die Bergson-Gruppe gab nicht auf und Senator Guy Gillette und der Abgeordnete Will Rogers wollten für sie eine Rettungsresolution zur Abstimmung bringen. Vor dem auswärtigen Ausschuss gab Breckinridge Long irreführende Zahlen zu den erteilten amerikanischen Visa für jüdische Flüchtlinge an und dies wurde öffentlich. Von Beamten des Finanzministeriums wurde Finanzminister Henry Morgenthau mit einem Bericht konfrontiert, der die ständigen Bemühungen des State Department offenlegte, Informationen über den Holocaust zu verheimlichen und Rettungsbemühungen zu behindern (Report to the Secretary on the Acquiescence of This Government in the Murder of the Jews). Darauf angesprochen sah es Präsident Roosevelt als politisch klug an, dem Vorschlag von Morgenthau zur Schaffung des War Refugee Board zuzustimmen. Mit der Präsidialverordnung 9417 vom 22. Januar 1944 wurde das Board gegründet.

## Board
Der Board erhielt nur eine Finanzzusage aus dem Notfallfonds des Präsidenten von 1,1 Mio. Dollars, von denen er während des Bestehens etwa die Hälfte ausgab (hauptsächlich für Gehälter und Verwaltungskosten). Zusätzlich erhielt der Board eine Zuwendung des Präsidenten von 1 Mio. um Lebensmittelpakete für KZ-Häftlinge zu kaufen. Alle Projekte des WRB hingen fast vollständig von der privaten Finanzierung durch jüdische Organisationen ab. Das Joint Distribution Committee (kurz: Joint) trug mit mehr als 15 Mio. am meisten bei. Es folgten Vaad ha-Hadzala (orthodoxe Hilfsorganisation) mit 1 Mio. und der World Jewish Congress mit 0,3 Mio. Dollars. Das War Refugee Board, Komitee für Kriegsflüchtlinge, hatte Filialen in der Türkei, Schweiz, Schweden, Portugal, Großbritannien, Italien und in Nordafrika. Seine Executive Directors waren John W. Pehle und Brigadegeneral William O’Dwyer. Die Schweizer Filiale wurde von Roswell McClelland geleitet. Das Personal betrug nie mehr als dreißig Personen. Das WRB war offiziell berechtigt zum Zwecke der Humanität verschiedene im Kriege wichtige Gesetze des eigenen Staates zu brechen. Es durfte Personal rekrutieren ohne den Civil Service Act zu beachten, eigene Attachés berufen und mit Staaten über die Einrichtung von Flüchtlingslagern verhandeln.
Ira Hirschmann kam im Februar 1944 als Repräsentant des WRB in die Türkei. Sein Projekt einen Fluchtweg über den Balkan nach Palästina zu organisieren hatte wegen der Widerspenstigkeit der rumänischen, bulgarischen und türkischen Behörden wenig Erfolg. Im Frühling und Sommer konnte die Jewish Agency mit der Unterstützung des WRB und finanziert durch das Joint 2.700 Flüchtlinge von Rumänien über das Schwarze Meer in die Türkei bringen, bevor die Deutschen mit Kriegsschiffen weitere solche Aktionen unterbanden. Mit rumänischen Ministeriellen in der Türkei konnte Hirschmann vereinbaren, dass 48.000 Juden, die in Transnistrien in rumänischen Konzentrationslagern interniert waren in das innere Rumäniens verlegt wurden. Dort waren sie aus der unmittelbaren Gefahrenzone, die durch den Rückzug der deutschen Streitkräfte durch Transnistrien entstand.

## Film
- Ken Burns, Lynn Novick, Sarah Botstein: The U.S. and the Holocaust - A Film by …[8]. USA, PBS, 360 Min, 2022, dt. Fassung 2023. (insbesondere über die Erfolge des War Refugee Board nach 1943, Folge 5/6)[9]